# 1732 у науці
У 1732 році в науці й техніці відбулися такі важливі події.

## Хімія
- Герман Бургаве опублікував у Лейдені авторизоване видання Elementa chemiae.

## Географічні відкриття
- Серпень — Михайло Гвоздєв зі штурманом Іваном Федоровим на Святому Гавриїлі уперше переплив Берингову протоку від мису Дежньова до мису принца Уельського і дослідив узбережжя Аляски.[1]

## Метрологія
- Французький астроном на російській службі Жозеф-Ніколя Деліль винайшов шкалу Деліля для вимірювання температури (перекалібрована в 1738-му).

## Технологія
- Анрі Піто винайшов трубку Піто для вимірювання швидкості течії під мостами через Сену.
- Перший у світі плавучий маяк поставлено на якір в естуарії Темзи.[2]

## Нагороди
- Медаль Коплі: Стівен Грей[3]

## Народились
- 11 січня — Пер Форссколь (помер 1763), фінський натураліст.
- 6 жовтня — Невіл Маскелайн (помер 1811), англійський королівський астроном.
- 24 жовтня — Крістіна Роккаті (померла 1797), італійський учений-фізик.
- Марія Христина Брун (померла 1802), шведська винахідниця.